# إيمي دوغان
إيمي دوغان (بالإنجليزية: Amy Duggan)‏ هي لاعبة كرة قدم أسترالية، ولدت في 11 يونيو 1979 في كانبرا في أستراليا. شاركت مع منتخب أستراليا لكرة القدم للسيدات.

## وصلات خارجية
- إيمي دوغان على موقع الاتحاد الدولي (مؤرشف)  (الإنجليزية)
- إيمي دوغان على موقع قاعدة بيانات كرة القدم.إي يو (الإنجليزية)
- إيمي دوغان على موقع أوليمبيديا (الإنجليزية)